# بیدارباش
بیدارباش یک مجموعه تلویزیونی است که در هفته دفاع مقدس سال ۱۳۹۱ از شبکه یک سیمای جمهوری اسلامی ایران پخش شد.

## خلاصه داستان
سریال داستان چند جوان را روایت می‌کند که برای اجرای تئاتر عازم مناطق جنگی هستند و در منطقه نیروهای دشمن یکی از این جوانان با نام گرزین به‌گزين با بازی مجید صالحی را با فرمانده مقر اشتباه می‌گیرند.

## بازیگران[۱]
| بازیگر                 | نقش           | توضیحات                                                |
| ---------------------- | ------------- | ------------------------------------------------------ |
| مجید صالحی             | گرزین به‌گزين  | رزمنده، پسر سلیمان و مهواره، عاشق رعنا، عضو گروه تئاتر |
| امیررضا دلاوری         | عطا           | شوهر راضیه، دوست گرزین، عضو گروه تئاتر                 |
| اکبر عبدی              | سلیمان به‌گزين | شوهر مهواره، پدر گرزین                                 |
| رابعه اسکویی           | مهواره        | رزمنده، مادر گرزین، زن سلیمان                          |
| سید جواد هاشمی         | افشین         | فرمانده، دوست مصطفی و ماشاالله                         |
| خاطره حاتمی            | رعنا تقوی     | پرستار مقر، عاشق گرزین، خواهر مصطفی                    |
| مهدی صبایی             | مصطفی تقوی    | فرمانده مقر، دوست افشین و ماشاالله، برادر رعنا         |
| امیر نوری              | صادق صفایی    | عضو پایگاه بسیج، عضو گروه تئاتر                        |
| هادی کاظمی             | فرخ مددی      | شوهر افسر، عضو گروه تئاتر                              |
| حسین عابدینی           | رضا طلیسچی    | عضو گروه تئاتر                                         |
| ماشاالله شاهمرادی زاده | ماشاالله      | فرمانده پایگاه بسیج و رزمنده، دوست مصطفی و افشین       |
| عباس جمشیدی فر         | مجتبی         | عضو گروه تئاتر                                         |
| رضا ناجی               | -             | پدر رضا                                                |
| صدیقه کیانفر           | عزیز          | مادربزرگ صادق                                          |
| کریم قربانی            | -             | پدر راضیه، پدرزن عطا                                   |
| فاطیما بهارمست         | -             | دختر ماشاالله، زن صادق                                 |
| بهارک صالح نیا         | افسر          | زن فرخ                                                 |
| فاطیما درستکار         | راضیه         | زن عطا                                                 |

## حواشی
این سریال با انتقاد شدید بسیج روبرو شد. سردار بهروز اثباتی معاون فرهنگی و اجتماعى بسیج مستضعفین درباره این سریال گفت:
معاونت فرهنگی بسیج یکی دو سالی است که مسئولیت و وظیفه تایید محتوا و تعیین ارزشی فعالیت‌های فرهنگی بسیج را برعهده گرفته و تولیدات بسیج را با محیط پخش می‌سنجد؛ این درحالی است که متاسفانه سریال "بیدار‌باش" به نوعی پیش از برعهده گرفتن این مسئولیت تهیه، نوشته و تولید شده بود. در همین راستا ما نقد جدی بر این سریال داریم که البته آن را هم چندین بار مطرح کردیم؛ بنابراین بخش‌هایی از سریال حذف شد ولی بخش‌هایی هم به دلیل اینکه سریال تولید شده بود، باقی ماند. در عین حال سریال بیدار‌باش به هیچ عنوان مورد تایید معاونت فرهنگی بسیج نیست چرا که تعریف ما از جبهه، شهید، رزمنده چیزی که در این سریال نمایش داده می‌شود، نیست.